# Xylocopa gualanensis
Xylocopa gualanensis är en biart som beskrevs av Cockerell 1912. Xylocopa gualanensis ingår i släktet snickarbin, och familjen långtungebin. Inga underarter finns listade i Catalogue of Life.